# Pierre Rochcongar
Pierre Rochcongar, né le 9 septembre 1947 à Gorron (Mayenne) et mort le 2 décembre 2016 à Rennes, est un médecin du sport français.

## Biographie
Né le 9 septembre 1947 à Gorron, Pierre Rochcongar a  pris  ses  fonctions  en  1973 dans  le  service  de  réadaptation fonctionnelle du Centre hospitalier universitaire de Rennes. Il y devient professeur des Universités le 1er juillet 1990 et responsable du service de biologie et de médecine du sport du CHU de Rennes. Il fut membre du  bureau  de  la  CME  du CHU de Rennes entre  2007  et  2011  et  du  directoire  en  2010  et  2011. Le Professeur  Rochcongar est également membre fondateur et siégeait au Conseil  d’Administration du Fonds Nominoë-CHU de Rennes. La Biobanque du CHU de Rennes, inaugurée en mars 2017 sous l'impulsion du Fonds Nominoë, porte le nom de Biobanque Pierre Rochcongar.
Durant une vingtaine d'années, Pierre Rochcongar occupe bénévolement le poste de médecin du Stade rennais football club.
En parallèle, en 1979, il intègre la Fédération française de football (FFF) pour être médecin des sélections de jeunes. Il devient ensuite médecin de l'équipe de France de football de 1988 à 1993 ; il participe notamment à l'Euro 1992 avec les Bleus. De 1993 à 2009, il est chargé du suivi médical des sélections nationales de la FFF. Il a été Président de la commission médicale de la FFF, médecin fédéral national (2008-2016), membre du Conseil fédéral (2008-2011) et du Centre médical de Clairefontaine-en-Yvelines où une stèle à sa mémoire a été inaugurée en octobre 2017 par Noël Le Graët, le président de la FFF.
Parallèlement à ses fonctions à la fédération française de football et au Stade rennais, il fut membre du Conseil d’Administration de la Ligue de football professionnel (LFP) de 2000 à 2009. Il fut chargé du suivi médical des joueurs professionnels et à l'origine d'un logiciel pour l’ensemble des clubs professionnels. Pierre Rochcongar a également initié et développé le suivi biologique et cardiologique des joueurs professionnels en 2004, puis le suivi traumatologique à partir de la saison 2008/2009.
Il préside l’Association des Médecins de Club de Football Professionnel de 2001 à 2011. Il fut également président de la Société française de médecine du sport (2006-2009) et du conseil scientifique de l’Institut de recherche biomédicale et d’épidémiologie du Sport (2006-2011).
Il rejoint la commission médicale de l’Union des associations européennes de football (UEFA) en 2011 et devient vice-président en 2015. Il fut médecin-chef de la FFF pour l'organisation de l'Euro 2016 en France. 
If faisait partie de la commission médicale "haut niveau" du Comité national olympique et sportif français (CNOSF).
En 2014, il devient Président de « Tout Rennes Court » après en avoir été le Vice-Président et le médecin chargé de la sécurité médicale des coureurs pendant plus de 30 ans.
Très impliqué dans le club et inconditionnel du Stade rennais, Pierre Rochcongar est durant de nombreuses années l'un des dirigeants de son centre de formation. En 1986, il devient directeur de l'école technique privée Odorico, la structure scolaire du centre. Il occupe cette fonction jusqu'en 2010, date à laquelle il devient président de l'association qui régit l'ETP Odorico, en remplacement de Gérard Pourchet. Pierre Rochcongar reste président de l'ETP Odorico jusqu'à son décès, le 2 décembre 2016 à l'âge de 69 ans.

## Distinction
- 2005: Officier dans l’ordre des Palmes académiques.
- 2010 : Chevalier dans l'ordre national de la Légion d'honneur[9],[5]

## Publication
- Pierre Rochcongar et Daniel Rivière, Médecine du sport : pour le praticien, Issy-les-Moulineaux, édition Elsevier Masson, 2013, 592 p. (ISBN 978-2-294-73192-1)